# Nová Ves (Slovaquie)
Pour les articles homonymes, voir Nová Ves.
Nová Ves (hongrois : Kürtösújfalu) est un village de Slovaquie situé dans la région de Banská Bystrica.

## Histoire
La première mention écrite de ce village date de 1473.

## Démographie

### Évolution de la population
| Année:               | 1994. | 2004.   | 2014.    | 2024.    |
| -------------------- | ----- | ------- | -------- | -------- |
| Nombre de personnes: | 354   | 366     | 412      | 466      |
| Différence:          |       | +3,38 % | +12,56 % | +13,10 % |

| Année:               | 2023. | 2024.   |
| -------------------- | ----- | ------- |
| Nombre de personnes: | 441   | 466     |
| Différence:          |       | +5,66 % |